# ヒト
ヒト, ヒューマン（人、英: human）とは、広義にはヒト亜族（Hominina）に属する動物の総称であり、狭義には現生の（現在生息している）人類（学名 : Homo sapiens）、ホモ・サピエンス（ホモサピエンスサピエンス、Homo sapiens sapiens）を指す。人間（にんげん）ともいわれる。
「ヒト」はいわゆる「人間」の生物学上の標準和名である。生物学上の種としての存在を指す場合には、片仮名を用いて、「ヒト」と表記することが多い。
本記事では、ヒトの生物学的側面について述べる。現生の人類（狭義のヒト）に重きを置いて説明するが、その説明にあたって広義のヒトにも言及する。

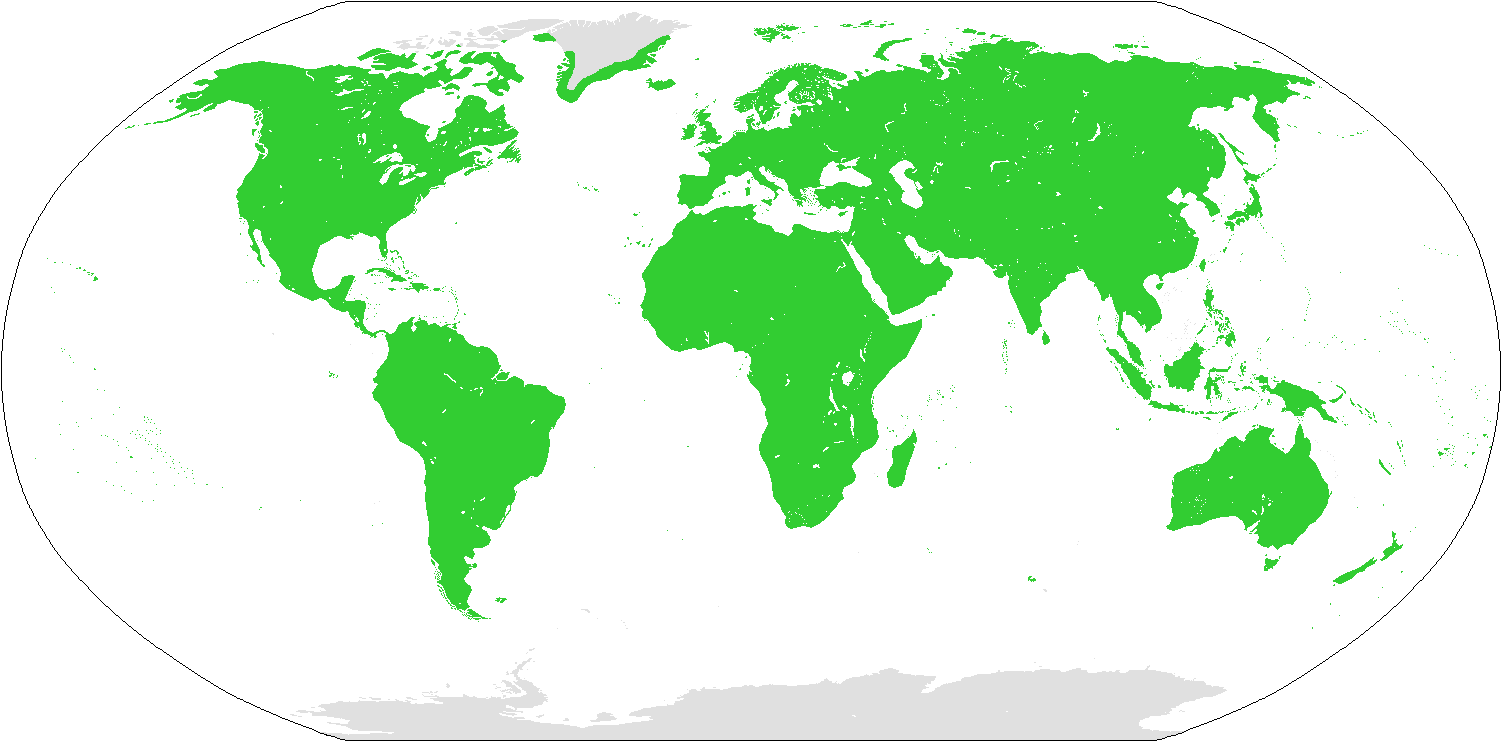
ヒトの分布図

## 概説
ヒトとは、いわゆる人間のことで、学名がホモ・サピエンスあるいはホモ・サピエンス・サピエンスとされている動物の標準和名である。Homo sapiens は「知恵のある人」という意味である。
古来「人は万物の霊長であり、そのため人は他の動物、さらには他の全ての生物から区別される」という考えは普通に見られるが、生物学的にはそのような判断はない。「ヒトの祖先はサルである」と言われることもあるが、生物学的には、ヒトはサル目ヒト科ヒト属に属する、と考えられており、「サルから別の生物へ進化した」という説を証明する決定的な証拠はまだなく、依然としてサル目の一種と見なされている。アフリカ類人猿の一種であるとされ、生物学的に見ると、ヒトにもっとも近いのはヒト以外の大型類人猿である。ヒトとその他の大型類人猿がヒト上科を構成している。
では、生物学的な方法だけでヒトとその他の類人猿の区別ができるのかと言うと、現生のヒトと他の類人猿は形態学的には比較的簡単に区別がつくが、DNAの塩基配列では極めて似ており、また早期の猿人の化石も他の類人猿とヒトとの中間的な形態をしているため、線引き・区別をするための点は明らかではない。結局のところ、「ヒト」というのは、直立二足歩行を行うこと、およびヒト特有の文化を持っていることで、他の類人猿と線引き・区別しているのである。つまり、実は生物学的な手法・視点だけでは不十分で、結局、他の視点・論点も織り交ぜつつ区別は行われている。
分類学上の位置について言うと、現生人類はホモ・サピエンスに分類されるが、ホモ・サピエンスには現生人類以外にも旧人類が含まれる。現生人類はすべてこの種（ヒト）に分類されている。
ヒトの身体的な特徴のかなりの部分は、直立二足歩行を行うことへの適応の結果生じた形質である。
直立二足歩行によって、ヒトは体躯に対して際立って大きな頭部を支える事が可能になった。結果、大脳の発達をもたらし、極めて高い知能を得た。加えて上肢が自由になった事により、道具の製作・使用を行うようになり、身ぶり言語と発声・発音言語の発達が起き、文化活動が可能となった。
分布は南極大陸と北極圏の一部島嶼を除く世界の陸地全体に及び、もっとも広く分布する生物種となっている。

## 特徴
まず、他の哺乳類や類人猿などとの区別を成立させて述べる。

### 直立二足歩行
現存生物で唯一ヒトのみが直立二足歩行を行う。二足歩行のみなら鳥類やカンガルー、一時的な二足歩行であれば一部の哺乳類が行えるが、頭から足までまっすぐ伸ばした直立姿勢を取るのはヒトのみ。

### コミュニケーション能力
脳・声帯が発達しており、（身振りだけでなく）音声（音声言語）・手話や文字（書記言語）によるコミュニケーションを図れる。
音声による会話能力を獲得した年代はホモ属の発生以降で、25万年以上前とされている。この研究は形質人類学、言語学、考古学などの学問と関連する。ヒトには、言語獲得の能力が生得的に備わっていると考えられており、脳の言語野に損傷を持たない人間は幼児期の短期間に発話の能力を獲得する。
一方で文字の発明は紀元前3500年頃とされており、生物学上の人類史ではごく最近である。しかも初等教育が普及し多くの個体が識字能力を得るようになったのはこの100-300年程度であり、アイヌ語など本来文字が存在しなかった文化・文明もある。アメリカ大陸のイロコイ族は現代まで一万年にわたる口述伝承をしてきたともされる。そのため文字認識の能力は個体差が大きく、発話と同時期に文字の理解能力を得る個体から、成人後も文字の読み書きに困難を抱えるディスレクシアと呼ばれる個体までいる。
音声による会話、視覚による文字とも、時代を経るごとに情報量が増え、表現も多様化・複雑化し、適応した個体と適応していない個体にコミュニケーション能力の差が生じる。
（ヒト以外の、特にサルのコミュニケーション能力については京都大学霊長類研究所の研究が詳しい。）

### 総体
細かくは後述を参照すべきだが、全体として「大型」「群れる」「中速度で長距離を移動する」「調理された質の良い、多様な食物を食べる」「投擲など自分の体から離れたものを利用する」ことが動物としてのヒトの特徴・生態的地位といえる。

## 外観的特徴

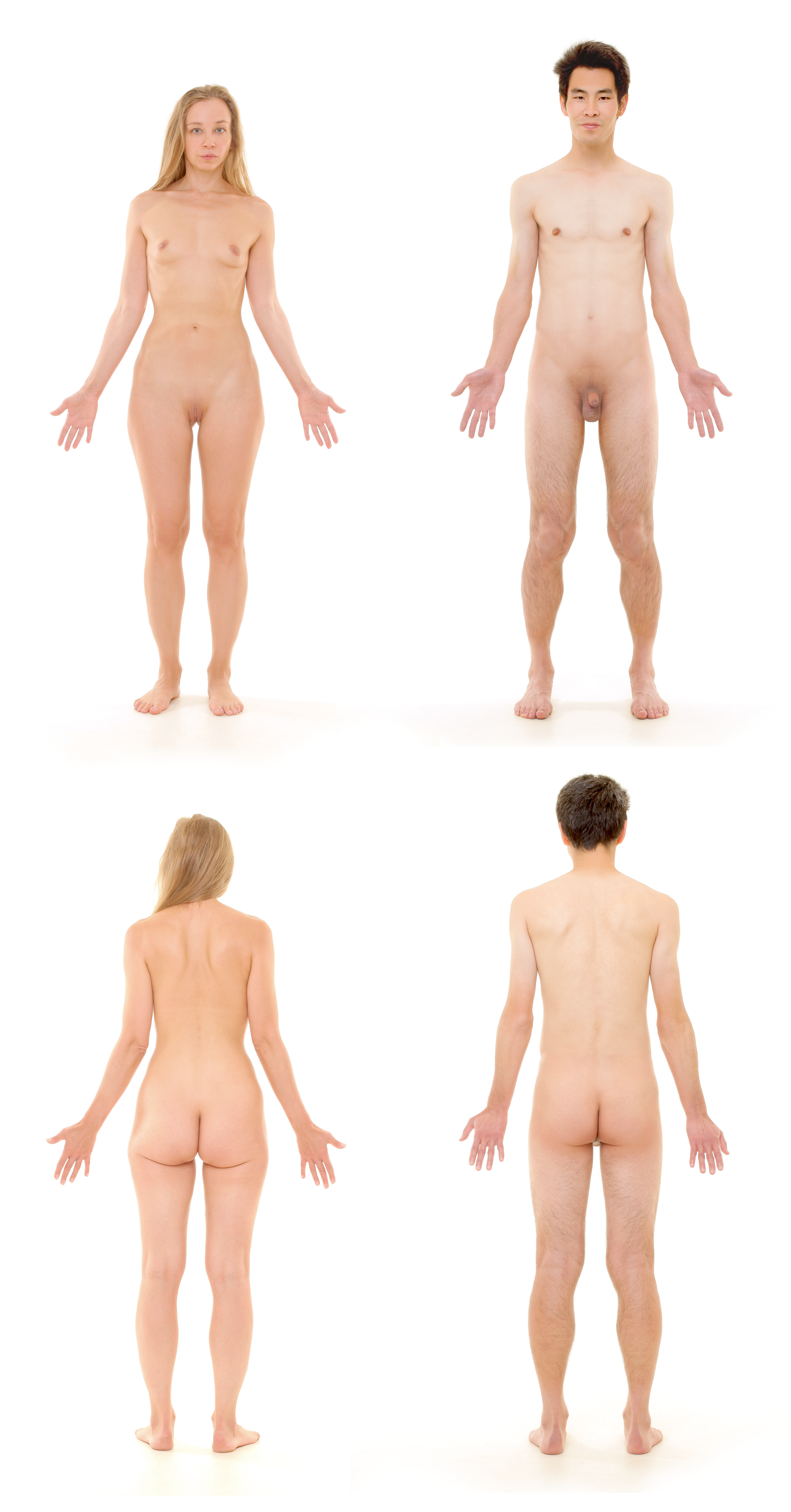
ヒト

サル目としては極めて大型の種。これより大きいものにゴリラとオランウータンがあるが、いずれもサル目としては群を抜いて大きい。なお、動物一般には頭部先端から尻、または尾までの長さを測定するが、ヒトでは尾に該当する部位が退化しており標準の大きさとして直立時の高さ（身長）を測定することが多いので、他種との直接の比較は難しい。
体長は雄の成体でおおよそ160〜180cm、体重は50〜90kg程度。雌は雄よりやや小さく、約10%減程度と見てよい。基本的な体の仕組みについて、サル目に共通の特徴、類人猿に共通の特徴以外に、ヒトに独自の特徴としては、以下の点が挙げられる。
- 完全に直立の姿勢を取れる。頭が両足裏の間の真上に乗る位置にある。
- 乳幼児を除いて、ほとんどの場合二足歩行を行う。
- 前足の付け根が背中面の位置に近い。
- 後ろ足が手（他種でいう前足）よりも長く、かかとがある。
- 体表面のほとんどの毛が薄く、ほとんどの皮膚が露出する。

以下、各部分について説明する。

### 頭部
頭頂部が非常に大きく丸い。これは脳のうち大脳が発達しているためである。脳には、大脳、間脳、中脳、後脳、小脳、延髄がある。顔面はほぼ垂直、あごの先端がややとがる（おとがい）。顔面には、2つの目・耳、一つの鼻・口がある。顔面の上から後ろにかけて毛（頭髪）が密生する。頭髪に覆われる部分以外は肌が露出することが多いが、雄は顔面下部に毛を密生することがある（髭）。目の上、まぶたのやや上に一対の横長の隆起があり、ここに毛を密生する（眉）。鼻は前に突出し、鼻孔は下向きに開く。口の周囲の粘膜の一部が常に反転して外に向いている（唇）。

### 胴部
直立姿勢であることによって、背面はやや中央がくぼんだやや弓なりな平面を成し、胸と腹がやや前に突き出した形になる。また、両側の肩胛骨がほぼ同一平面に並び、平らな背中を形成する。胸には気管支、肺と心臓がある。心臓は左にあることが多く、右にある場合を内臓逆位という。心臓からは動脈と静脈に血液が流れている。腹には、胃、腸（大腸、小腸、十二指腸、直腸、盲腸）、肛門、肝臓、膵臓、脾臓、膀胱、尿道などの臓器がある。
胴を支える脊椎は骨盤によって受け止められる。そのため、他の霊長目とは違い直立姿勢によって発生する上部の加重軽減するためにやや弓なりに組まれている。ただし、全ての加重を軽減できるものではなく、そのことがヒト独特の脊椎（主に腰椎）に加重ストレスがかかった損傷状態である腰痛を引き起こす要因になる。
胴の下部には生殖器がある。雄は精巣、睾丸と陰茎など。雌は卵巣、子宮と膣など。雌では胸に一対の乳房が発達する。また、腰骨は幅広くなっており、腰の後部に多くの筋肉と脂肪がつき、丸く発達する（尻）。尻の隆起は主として二足歩行によって必要とされたために発達したものと考えられる。しかし雌の尻は脂肪の蓄積が多くてより発達し、乳房の発達と共に二次性徴の一つとされる。特に、雌における乳房は性的成熟が始まるとすぐに発達が始まり、妊娠によってさらに発達するとはいえ、非妊娠期、非保育期間にもその隆起が維持される点で、ヒトに特異なものである。これには、性的アピールの意味があるとされるが、その進化の過程や理由については様々な議論がある。乳房の項を参照。

### 前足
前足は「腕」、特に尺骨・橈骨より先の部分は「手」と呼ばれ、歩行には使われない。あえて四足歩行を行う場合には手の平側を地につけ歩き、チンパンジーなどに見られるようなナックル・ウォークは一般的でない。
肩関節の自由が大きく、腕を真っすぐに上に伸ばし、あるいは左右に広げてやや後ろに曲げることが可能である。親指が完全に手の平と向かい合う。指先は器用であり、発達した大脳の働きもあり細やかな操作が可能。

### 後足
後足は「脚部」、特に地面に接する部分は単に「足」とも呼ばれ、歩行のために特化している。膝を完全に伸ばした姿勢が取れる。膝は四足歩行時にここを接地させるので肥厚しやすい。踵と爪先がアーチを形成し、間の部分（土踏まず）がやや浮く。これによって接地の衝撃を吸収する。まれに土踏まずのほとんどない形状（いわゆる「扁平足」）の個体もある。

### 体毛について
ヒトは往々にして「裸のサル」といわれる。実際には無毛であるわけではなく、手の平、足の裏などを除けば、ほとんどは毛で覆われている。しかし、その大部分は短く、細くて、直接に皮膚を見ることができる。このような皮膚の状態は、他の哺乳類では水中生活のものや、一部の穴居性のものに見られる。ヒトの生活はいずれにも当てはまらないので、そのような進化が起きた原因については様々な説があるが、定説はない。代表的なのは以下のような説である。
- 外部寄生虫がとりつきにくくする、あるいはそれらを取りやすくするための適応。
- 体表を露出することで、放熱効率を上げて、持久力を上げるための適応。
- 幼形成熟（ネオテニー）の結果。
- 性的接触の効果を上げるための適応。
- 一時期に水中生活を送ったなごり。（水に浸からない頭髪だけが残ったという説。アクア説を参照。）

全身は裸に近いが、特に限られた部分だけに濃い毛を生じる。それには生涯維持されるものと、性成熟につれて発生するものがある。おおよそのパターンはあるが、実際の毛の様子には雌雄差、人種差、および個体差が大きい。
毛が密生する部位は、数か所に限られる。それらは、以下のようである。　　　　　　　　　　　　　　　　　　　　　　　　　　　　　
- 頭部の上から後ろにかけて（頭髪）・目の上の横長の部位（眉）・まぶたの縁（睫毛）・鼻孔内（鼻毛）：この部分は、ごく幼い頃から毛が濃く、成人までそれを維持する。特に頭髪は生涯伸び続け、放っておくと数メートルに達するが、ほとんどの個体は自ら（あるいは他の個体に依頼して）道具を用いて適度な長さに整えている。老化が進むにつれて頭髪は薄くなる。
- 脇の下（脇毛）・股間の性器上部と周辺から肛門周辺にかけて（陰毛）：いずれも第二次性徴の発達に並行発達する。
- 顔の鼻から下、耳から顎にかけて（髭）・胸の中心線周辺（胸毛）・足の膝から下（すね毛）：これも二次性徴の発達にしたがって出現するが、雄に顕著で、雌ではあまり発達しない。雄でもこれらの毛の濃さには個体差があり、ほとんど生えないものもいる。

なお、哺乳類の顔面には上述の体毛とは別に、感覚器官としての毛「洞毛（どうもう）」が生えているが、ヒトの顔面からは洞毛が完全に消失している。

## 内部形態
- 汗腺 - 汗を分泌する腺であり、口唇や亀頭などを除く全身に分布する。ヒトの汗腺にはエクリン腺とアポクリン腺の2種が存在する。汗腺は真皮深層から皮下組織に埋まり、皮膚表面もしくは毛包に開口する上皮性の器官である。 温熱刺激によって全身に発汗をきたし、汗が蒸発する時に皮膚表面から気化熱を奪って熱を放散することで、体温が上がりすぎないように調節している[8]。
- 脳 - 大脳が極めてよく発達し、体全体との重量比では哺乳類中で最大である。脳には大きく分けて大脳・小脳・脳幹という部分があり、さらに脊髄までつながっている。 脳と脊髄をあわせて中枢神経といい、脳脊髄から全身の隅々まで神経という電線が張り巡らされており、この中枢神経は全身への指令をだし、全身からの情報を集めて処理しているコンピューターである。
- 肝臓 - 胆汁を産生・分泌する外分泌腺でもあり、体温維持に必要な熱を産生する主要な臓器でもある。肝臓の3つの働き 肝臓は右の肋骨に守られるようにして存在するヒトの体で最も大きい臓器で、体重の約50分の1を占めている。 肝臓の主な働きは3つあり、 1つ目は、私たちの体に必要な蛋白の合成・栄養の貯蔵、2つ目は、有害物質の解毒・分解、3つ目は、食べ物の消化に必要な胆汁の合成・分泌である。
- 心臓 - 機能的、解剖学的に左右に分けられる。右心系は肺を除く身体各部の血管系（体循環）から上、下の大静脈を通して血液（静脈血）を受け取り、肺動脈を通して肺の血管系（肺循環）に血液を送り出す。肺でガス交換を終えた血液（動脈血）は肺静脈を通って左心系に流入し、左心室の強大な拍出力によって体循環へと再び送り出される。
- 肺 - 鼻、鼻閉時には口を通して吸入された空気と肺循環に送り込まれた静脈血との間で主に酸素と二酸化炭素の交換を行う臓器である。空気と血液は肺胞壁と血管内皮を介して隣接し、各気体のガス分圧の勾配に従ってその移動を許す。即ち、酸素はより分圧の高い空気から分圧の低い血液に向かって移動し、二酸化炭素はより分圧の高い血液から分圧の低い空気へと移動する。この結果、動脈血は酸素に富み、二酸化炭素の少ない血液となる。また、肺血管は膨大な毛細血管床を有しており、静脈血はすべてこれを通って体循環へと入るため、静脈血中の一部の物質の代謝や物理的な濾過の役割も果たす。
- 膵臓 - 膵臓は外分泌腺と内分泌腺よりなる。外分泌腺部では多くの消化酵素（トリプシン、キモトリプシン、リパーゼ、アミラーゼ等）が産生され、膵管の分泌するアルカリ性の液体と混じて膵液を作る。消化酵素は多くは活性を持たない前駆体の形で膵液に含まれ、これがペプシンや十二指腸上皮の刷子縁に存在するペプチダーゼによって部分分解される事で活性のある酵素を生じる。内分泌腺部はランゲルハンス氏島と呼ばれ、インスリン、グルカゴン、ソマトスタチン、VIPなどを産生している。
- 腎臓 - 血液を濾過し、血球と大分子量の物質を除いた濾液（原尿）を産生し、これから必要な物質を再吸収して尿を産生する臓器である。再吸収される物質は多くあるが、代表的なものとしてナトリウム、カリウム等の電解質、グルコースやアミノ酸等の栄養素、小分子タンパク等がある。また、水分もほとんどが再吸収される。このため、一日に産生される原尿は200リットルと膨大な量にもかかわらず、尿量は1 - 2リットル程度となる。この様な尿産生の過程で、身体に不要な老廃物は再吸収効率が悪いため、尿中に濃縮される事になる。電解質や水分（自由水）の再吸収率を調節する事で、腎臓は身体の体液量を調節する極めて重要な組織である。また、腎臓は赤血球の産生を刺激するエリスロポエチンや、体液量と血圧を増大・上昇させるレニン-アンギオテンシン-アルドステロン系を駆動するレニンを分泌する内分泌臓器でもある。
- 胃(食道含) - 食物を胃液と混じ、一時的に保持する臓器である。胃液も消化酵素であるペプシンを含むが、胃液自体は消化機能に必須ではない。むしろ、食事で一度にとられた食物を保存しておき、徐々に十二指腸に送り込む機能が主機能である。このため、保持している食物中で細菌が増殖しない様に、強い酸性の胃液と混じて保存する必要があるのである。強い酸性である胃酸に胃粘膜が障害されない様に、胃の上皮細胞は粘液を産生して防御している。この様な防御因子を阻害するものがあると、胃粘膜障害が生じて胃潰瘍ができる可能性がある。防御因子の阻害要因としてはH.pyloriが最大の要因であり、その他喫煙、ストレス、NSAID等の薬剤、胃粘膜血流の減少等があげられる。
- 小腸 - 食物を吸収可能な形まで分解し、それを吸収する臓器である。まず食物は膵液と混ざり、大雑把に分解される。これがさらに小腸の上皮細胞の刷子縁にある分解酵素（各種ペプチダーゼや二単糖分解酵素等）でアミノ酸や単糖の状態まで分解され、上皮細胞内に吸収される。刷子縁に存在する酵素で吸収可能な形にまで分解する意義は、刷子縁は極めて細かな微絨毛からなり、この隙間には細菌も侵入できない為、ここで最終的な消化が行われれば細菌との栄養素の競合が少なくなる事にあると考えられている。
- 大腸 - 大腸は大きく結腸と直腸に分けられる。結腸は栄養素が吸収された後の残渣から水分と電解質を吸収し、便を作る臓器である。直腸は便を排便まで保持する臓器である。消化管には食物や飲料の他、胃液や膵液、腸液など、一日に平均して10リットル近い水分が流入する。そのうち、約1.5リットルが小腸において吸収され、残りのほとんどを結腸が吸収する。便中に排泄される水分はわずか200ミリリットル程度である。結腸が濃度勾配に逆らって吸収できるのは電解質しかない。水分は吸収された電解質に引かれて受動的に吸収されるにすぎない。したがって、結腸は基本的には自由水を吸収する能力は持たない。
- 膀胱 - 尿を排尿時まで保持する臓器である。陸上生活をする哺乳類においては、尿や便を魚類のごとく垂れ流しにするのははなはだ生存に不利である。これは、尿や便を垂れ流しにすれば、それをたどって捕食者に容易に発見されてしまうためである。したがって、哺乳類では便を保持する直腸や尿を保持する膀胱が発達したと考えられている。
- 胆嚢 - 胆嚢は肝臓で産生された胆汁を保持し、濃縮し、必要な時に排出する臓器である。胆汁は肝細胞で産生され、細胆管や肝内胆管、左右肝管、総肝管へと流れるが、総肝管から分岐する胆嚢管を通って胆嚢に流入する。ここで水分の吸収などが行われて濃縮され、保持される。小腸の上皮から分泌されるコレシストキニンなどの刺激があると胆嚢が収縮して濃縮された胆汁が排出される。これは胆嚢管から総肝管を通り、膵管と合流した総胆管、そしてファーター乳頭を経て十二指腸に流入する。
- 副腎 - 副腎は皮質と髄質からなり、皮質は主に三種類のステロイドホルモンを産生し、髄質はカテコラミンを産生する内分泌臓器である。皮質はさらに球状層、束状層、網状層よりなり、それぞれアルドステロン（鉱質コルチコイド）、コルチゾール（糖質コルチコイド）、DHEA（男性ホルモン前駆体）が主産物である。副腎皮質機能不全は死に繋がりうる極めて重要な疾患であり、これは即ち副腎皮質の産生するホルモンの重要性を示すものでもある。副腎髄質はカテコラミン、特にアドレナリンを産生する臓器であり、交感神経系と共同して「逃走と闘争」の反応を引き起こす。
- 脾臓 - 機能的には巨大なリンパ腺と考えてよい。ただし、リンパ腺がリンパ系に属するのに対し、脾臓は血管系に繋がる。脾臓では古い赤血球（寿命はおよそ120日である）がマクロファージに貪食されて処理され、血液中の病原体なども濾過、貪食される。また、これに引き続く適応免疫の展開の場ともなる。従って、脾臓には極めて多くのリンパ臚胞が存在する。脾臓は他の哺乳類では血液を保存し、運動時に収縮する事で血液量を増加させる機能があるとされるが、ヒトにおいてはこの様な機能はほとんどないと言ってよい。脾臓の摘出は生命維持という観点では大きな影響はないが、幼少時に脾摘を受けると細菌感染症にかかりやすくなるなど、免疫能が低下する可能性がある。

## 身体能力

### ヒトの後肢
ヒトは大部分の哺乳類とは異なり、後肢だけで立つ直立姿勢が普通の姿で、移動は主としてこの体勢で両足を交互に動かす、いわゆる直立二足歩行を行う。ゆっくり移動するのを歩く、早く移動するのを走るという。長距離移動に関しては能力が高く、訓練すれば数時間も走り続けることができる。

### ヒトの前肢
前肢は主としてものをつかむ、引く、押すなど操作するのに使われる。そのため、前肢の基部の関節の自由度が高い。通常、赤子の時期を除いて、前足を移動に使うことはない。他の類人猿のように前かがみになっても、両手が地面につくことはまずない。ただし、急傾斜地や崖を登る際には両手を使うこともあるが、地面を押さえて体を支えるよりは何かをつかんで体を引き上げるのが普通である。
ヒトの特筆すべき能力として、複雑な指の運動や腕の運動による、道具の加工、武器の使用、投擲がある。手で物をつかんで投げる能力は、一部のサルのみが持っているが、中でもヒトは、個体にもよるが速度は150km/h、距離は数十mを優に超える投擲能力を有している。こうした能力は道具・武具の進歩と共に相乗効果的に向上し、生活に必要な技能（狩猟）のほか、個体対個体や社会対社会の衝突（喧嘩・縄張り争い・戦争）、そして娯楽文化（スポーツ）などを発達・発展させる基礎の一端にもなっている。

### ヒトの体温調節能力
特に高温への適応に卓越している。エクリン腺を全身に有し、水分と電解質を充分摂取すれば高温環境でも激しい運動が可能である。エクリン腺による発汗能力を発達させ、炎天下で長距離疾走できるのは哺乳動物の中ではヒトの他にはウマ科など一部の種に限られる。もっとも高温への対応を発汗機能に頼ったことで、高温かつ多湿には耐性が弱い。
皮下脂肪が発達しており低温環境にも一定の適応性を有しているが、ヒトは他の哺乳動物のように体毛での体温保持はできず、低温には衣服で対応している部分が大きい。

### ヒトの消化吸収能力
消化管が短く、歯やあごが弱いなど消化吸収能力が低い。他の動物でしばしばみられる糞食も通常は行わなず、それを行う個体はむしろ異常な性的嗜好を持っていると見なされる場合がある。一般に食物は、たとえば同じ重量の肉・イモでも加熱調理によって分子結合が変化するため短時間で消化吸収でき、摂取できるカロリーが増える。ヒトはそれを行わなければ生存すら困難である反面、消化吸収で運動能力が低下する時間が短い。
また、ビタミンCを体内合成できない。かなり多くの塩分を処理できるが、海水では生活できない。

### ヒトの泳ぎ
動物はたいてい生まれつき泳げるが、ヒト・ゴリラなどを含むごく一部の霊長類だけが例外的に、学習しない限り泳げない。しかし訓練すれば20-30mの水中に潜ることも可能であり、200mまで潜った記録もある。

## 生活史
他の多くのほ乳類と同じく有性生殖で胎生である。妊娠期間は約266日、約2 - 4kg前後で生まれる。
新生児はサル目としては極めて無力な状態である。一般のサル類は、生まれてすぐに母親の体にしがみつく能力があるが、ヒトの場合、目もよく見えず、頭を上げる（首がすわる）ことすらできない状態である。これは直立歩行により骨盤が縮小したために、より未熟な状態で出産せざるを得なくなったためと考えられている。しかしながら、出産直後の新生児は自分の体を支えるだけの握力があることが知られ（数日で消える）、また、体毛も出産までは濃く、その後一旦抜けるなど、「裸で無力」なヒトの乳児の性質は二次的に獲得されたとする説もある。
約2年で、次第に這い、立ち歩き、言葉が操れるようになる。栄養の程度にもよるが、10年から20年までの間（思春期）に性的に成熟を完了する。体の成長はその前後に完成する。
だいたい12歳 - 15歳のころに生殖能力を得るようになる。11歳未満で生殖能力を得る個体も存在するが、雌の場合はまだ身体が成長途中であるために、妊娠には大きな危険が伴う。個体が成育する文化によるが、雌雄共に15歳を過ぎたあたりから生殖に対し活発になり、40歳くらいまでは盛んな時期が続く。雄の場合、その活動は次第に低下していき老齢に達しても生殖能力を持つものから50代程度で失うものがいるなど個体差がかなり大きい。それに対して雌では通常50 - 55歳くらいに閉経があり、それを期に生殖能力を失う。
老化が進むと骨格の収縮・筋力の低下・背骨の前屈・頭髪の代謝低下（一般に言う「白髪」や「禿げ」）などの変化を生じるが、これらには個体差がある。

### 多産多死
サル目の中で最も多産である。
生物学上、一個体の雌が生涯で産む子の数は最大で15人前後であるが、双子、三つ子などの多胎児も多い（ヒト以外の霊長類では双子、三つ子は比較的珍しい）。
現在では経済的に恵まれた社会ほど少子化する傾向にあり、発展途上国や戦時では多子傾向が強くなる。工業化以前の社会では多産多死であり、母子ともに死亡リスクが高かったが、医療の発展、農業技術の進歩、公衆衛生の普及などが大きく影響し、19世紀末以降、ヒトの個体数は著しく増加した。（ → 詳細は「人口爆発」を参照）

### 寿命

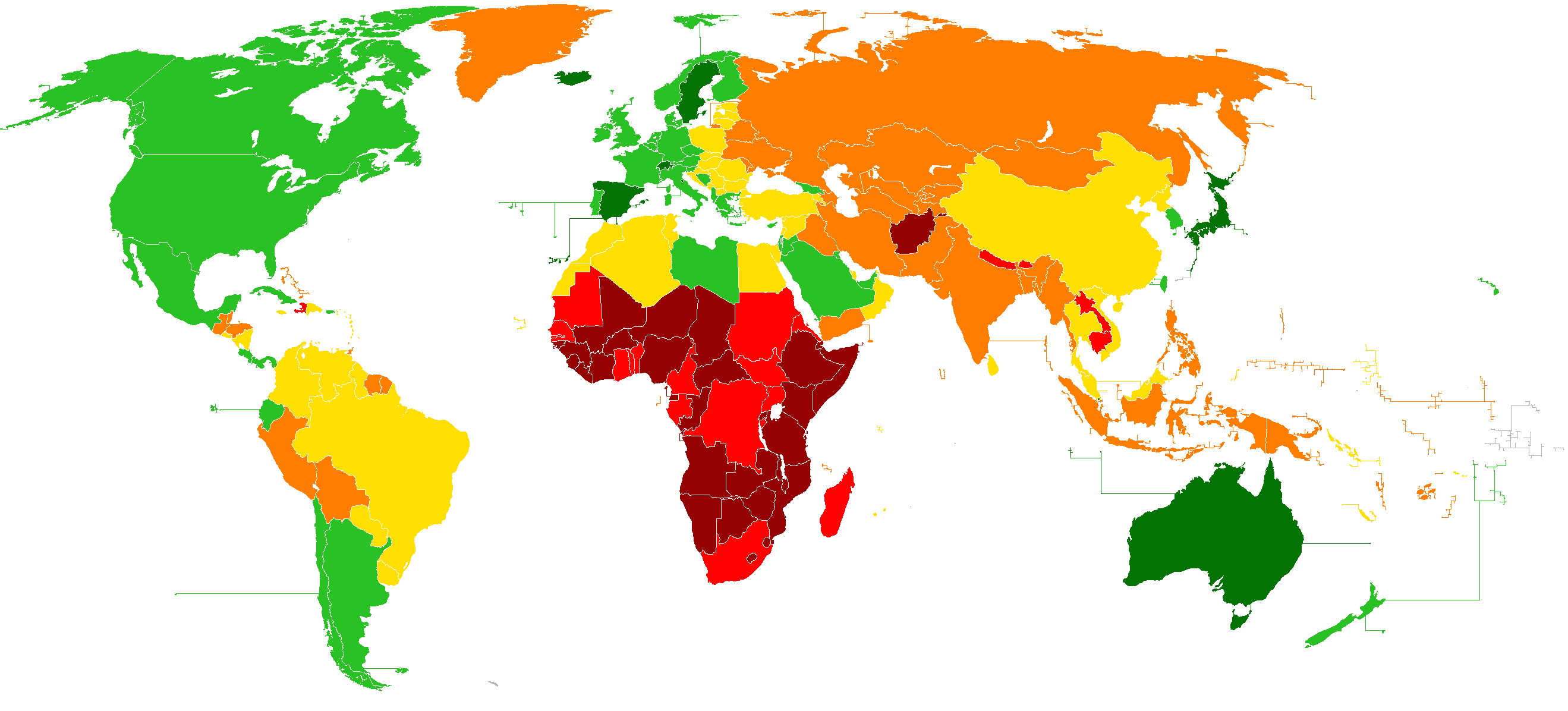
ヒトの平均寿命
◆50歳未満
◆50歳以上
◆60歳以上
◆70歳以上
◆75歳以上
◆80歳以上

理想的な環境（長生きすることに適したヒトが、各種の寿命を縮める要因のない状態）でのヒトの最大寿命は120歳を少し超える程度と想像される（最も長く生きた個体（ジャンヌ・カルマン）の寿命が122歳であったことが確認されているが、この記録には複数の研究者から疑義が主張されている）。だが実際には様々の要因により寿命はそれよりも短くなる。雌の方が5年から10年程度平均寿命が長くなるようである。かつてヒトの平均寿命ははるかに短く、35 - 50年程度だった。現在でも、栄養条件の劣悪な環境下（主に後発発展途上国及び未開社会）では、35 - 50年程度であることが多い。
また生殖可能な年齢を過ぎた後の生理的寿命が非常に長い。2013年の時点で平均寿命が最も長い国である日本では、女性の平均寿命が86.61歳、男性の平均寿命が80.21歳となっている。右図にあるように地域によって平均寿命の値が大きく異なるのは乳児死亡率の違いが大きな原因である（ → 詳細は「寿命（人間の場合）」を参照）。
生殖可能期以降の寿命が長いことの理由については、いくつかの説がある。たとえば、「お祖母さんのお陰」だという説では、母親が自分の経験に基づいて娘の子育ての手伝いを行なうことが子育ての成功率を大きく上げるためであろうとする（ → 詳細は「おばあさん仮説」を参照）。

## 習性
ヒトの習性は、高度に発達した知能や集団内の情報伝達の発達によって、それ以外のすべての動物とは非常に異なった様相を見せる。

### 文化との関連
一般に動物の行動や習性は本能行動、学習行動、知能行動の3つに分けられる。本能行動は遺伝子レベルで確定され、生得的に身に付いているもので、昆虫などによく発達している。学習行動は、それぞれの個体が経験によって後天的に身に付けるものである。知能行動は、これに似るが、そのような学習を基礎に、初めての状況下で、推測などの判断をもとに行われるものである。人においては、本能行動はほとんど見られず、学習行動と知能行動が発達していると言える。
しかしながら、現実の人の行動がそれらによるものであるかと言えば、必ずしもそうではない。日常に見られる行動の多くは、個人が経験で獲得したものでも、推測などによって判断したものでもなく、その個体の属する集団に伝統的に継承されたものである。各々の個体は、親や周囲の他個体から見習う、あるいは積極的に指示されることで行動を身に付ける。これを何と呼ぶかは難しいが、広い意味での「文化」という語をこれに当てる考えもある。通常は文化と言えば、言語や芸術、技術、あるいは社会的なものなどを指すが、その発達や伝達の形式だけを取れば、共通するものである。
このような広い意味で文化を考えれば、サルなどの動物にもその片鱗が見られる。しかし、人の場合には、他の動物に比すれば、文化的に決定される部分が非常に大きい。その内容は地理的にまとまった集団によってある程度までは共通する。このまとまりを民族というが、その中にさらに多少とも異質な小集団が見られることも多い。また、歴史的経過の中で、いくつもの民族が入り乱れた状態で一つの大きな社会を形成する場合もあり、その様相はこれまた多彩である。しかし、いずれにせよ、文化はその民族ごとに多少とも固有であり、情報や意思の伝達に使われる言語や身振り手振りまでもが異なるので、意志疎通すら困難な場合もある。その関わりがあまりに深く、多岐にわたるため、どこまでが文化の影響であるかを判断するのが困難な場合が多い。いわゆるジェンダー論などはその例である。
しかし一方で、文化の違いの多くは程度的、表面的なものか、もしくは自集団（われわれ）と、他の集団（やつら）との差異を強調し、前者の優越を誇り、結束を固めるためのプロパガンダ的なものでもあり、一段深いレベルで人の社会を見た場合、全体に共通する非常にはっきりとした普遍特性が浮かび上がってくる。ヒューマン・ユニバーサルも参照。
以下、人の習性に関する大まかな項目を説明するにあたり、文化の違いによって異なる部分に触れない程度にまとめる。

### 食性
植物の葉や茎、根、種子、果実などの植物食、陸上脊椎動物、無脊椎動物、魚類などの肉食と非常に幅広い食性を有する雑食性である。多くのサル類に見られるような昆虫などの小動物の捕獲のみならず、それに加えてより大型の哺乳類や鳥類を集団で狩りをすることによって捕獲する狩猟、魚介類や海洋哺乳類を利用する漁、自ら動物を飼育して利用する畜産など、動物性の食料の利用はサル類の中では抜きん出ている。これは、高い知能や文化的な情報の蓄積によるところが大きい。
一般的傾向として、脂肪とタンパク質の豊富な肉、糖質を多く含んだ甘いものを好む。肉への嗜好に対しては、これが大脳の発達を促したという説もある。また糖分を多く含んだ甘いものへの嗜好は、ホモ・サピエンスの祖先が果実食を多く行っていた事の継承とする説もある。食物にはしばしば塩味の付加が行われるが、これはヒトの発汗機能が他の動物に比べて非常によく発達しており、大量の塩分の摂取を必要としているからである。菌類食の習慣も広範にみられ、東アジアを中心に藻類を好んで摂取する地域もある。肉食では、陸上脊椎動物と魚類（海水魚と淡水魚）の摂取が最も一般的だが、沿海部や島嶼に居住する個体には海産の軟体動物（貝や頭足類）や甲殻類も好まれる。昆虫食についてはかつてかなり広い範囲でみられたものの、現在は一部の地域をのぞいて一般的なものではなくなっているが、近年の人類急増が起因となる世界規模の農作物の栄養分低下を受けて、タンパク源の豊富な昆虫食の価値が見直され始めている。
正確な年代は諸説あるが、最終氷期ごろから、野生のものを採るのではなく、食料を自ら育てること、つまり農耕や牧畜が多くの地域で行われるようになり、各地で地域に合ったさまざまな形の農業が発達した。現在では、食料は大部分がこれで賄われている。なお、牧畜の発達によって、ヒトはヒト以外の哺乳動物の乳を食物とするようになった。
また、調理の技術は当初においては摂食可能な対象の範囲を大きく広げた。例えばヒトは結晶状態のデンプンを消化できないが、加熱調理によって結晶を破壊し、小麦や米などの自然状態では摂取不可能なものも摂取可能にした。後には、単なる食料ではなく料理という文化を産んだ。
動物としては極めて特殊な食性として、エタノールを好むことも挙げられる。エタノールはカロリー源として優れているものの、同時に強い毒性を示し、中枢神経を麻痺させる作用（酔い）があるが、ヒトはむしろこの麻痺を快感として受け入れてきた。もっとも、エタノールの嗜好には個体差が大きく、あまり好まない個体や、嫌悪を示す個体もかなり多い。また東アジア系のヒトの中には、遺伝的にアセトアルデヒド分解酵素を持たず、エタノールを摂取できない個体もいる。
一方で、個体が置かれた環境によって、あるいは個体の属する集団の主体的選択により、摂取する食物を制限する（される）場合も見られる。一例として北極地帯に生息するヒトは、魚介類や海洋哺乳類などの肉食が中心であり、植物を摂取することはまれである（植物を摂取できる環境にない）。主体的選択による食物の制限としては、倫理的理由から肉食を忌避し植物食のみを選択するヒトが少なくない。また、宗教や文化集団によっては特定種の動物の肉のみを禁忌とする場合がある。一方で環境やその個体の所属する集団とは関係なく、その個体のみの嗜好によって摂取する食物を制限する例も見られるが、これは偏食と呼ばれており、しばしばヒトの所属する集団の規範を外れた行動だとみなされる。
嗜好品としてカロリーなどの必須栄養素上、必ずしも利点がないものを好む個体も居る。コーヒーや茶、タバコなどが挙げられる。

### 住居の使用
ヒトは古くよりそれなりの巣をつくっていたようである。洞窟の入り口付近を生活の場にしていた例は、北京原人などに見られ、長期にわたってたき火を維持していた様子も見られる。その他、動物の骨や皮で作られたテント様の住居なども知られている。いずれにせよ、何らかの屋根のある部屋を作るなり、既存のものを利用するなりしていたようである。これがいわゆる家、住居の始まりになるものと思われる。ただ、巣を作る習性は他の動物にも見られるため、ヒト特有のものではない。ヒトの作る巣（住居）において特徴的なのは、その生息分布が非常に広いことによって、それぞれの生息地域の環境に即した、さまざまな種類の住居を作ることである。他の動物に比べて極めて高度な構造の住居を作ることや、住居を作る技術が逐次発展改良されていることも特徴と言えるが、これはヒトの知能の高さや、ヒトが道具を使うことに由来するものであり、このような特徴は住居以外にも見られる。むしろ、ヒト以外の動物は自らの住むところ以外には構造物をほとんど作らないが、ヒトは住居に限らず多種多様な人工構造物を作ることが特徴といえる。

### 衣類の使用
体を何かで覆うことは、ほとんどの生息域のヒトにおいて行われる。いわゆる衣服である。これを、ヒトの体が毛で覆われていないことから発達したと見るか、衣服の発達によって毛がなくなったと見るかは、判断が分かれる。しかし、それがかなり古い時代に遡ることは、衣服に付くシラミがコロモジラミとして頭髪に付くアタマジラミとの間に亜種のレベルでの種分化を生じていることからも想像される。
気温に応じて纏う衣服を変更する事により、体温を調節する習性を持ち、これと発達した発汗機能、温度の安定した住居が合わさって一年中の活動や幅広い気候への適応を可能としている。
古代においては動物の毛皮や植物をそのまま、あるいは軽度の加工を施して纏っていたが、繊維の生産と加工を行うようになり布素材のものに移行していった。
体に着用するものには、体の保護を目的とするものと、装飾を目的にするものとがあるが、両方を兼ねる場合も多い。体の保護を目的とするものとしては、まず腰回りに着用し、生殖器を隠すものが最低限であるようである。装飾にはさまざまなものがあるが、手首や首など、細いところに巻くものがよく見られる。装飾目的としては、体に直接、文字や絵を描き込んだり（入れ墨）穴をあける（ピアス）などの加工も多くの民族に見られる。また、頭髪の上に何かを突出させる形の装飾は、非常に多くの民族に見られる。
ごく稀にであるが、裸族と呼ばれる何も身に付けない習慣を持つヒトの集団が存在するが、全く何一つ着用しない例はまずない。生殖器を隠す事は最低限であるため、裸族に属するヒトであっても、オスはペニスケースを装着している場合が多い。またヌーディストと呼ばれる、衣類を全く身に付けないヒトも存在するが、それらのヒトが衣類を身に付けないのは、それが許される特定エリア・特定時期にのみ限られている。
また、衣服の着用が常時となったヒトは、衣服を着用せず、自らの身体を他の個体にさらすことに嫌悪感を持つ（羞恥）という習性（文化）を持つようになった。生殖器および臀部をさらすことに対しての嫌悪感は多くのヒトで共通しているが、それ以外のどこをさらすことに嫌悪感を持つかについては地域差が大きい。また、さらす側の個体のみならず、さらされる側の個体も嫌悪感を持つため、多くのヒトの社会では、身体の特定部位を必ず衣服で覆うことを義務づける規範を持つに至った。一方でヒトは、そのような規範をあえて破り、身体をさらすことに快感を覚える個体も存在する（自らさらす場合と、他の個体にさらさせてそれを見る場合とがある）。特に普段は衣服によって隠されている生殖器は、交尾時には必ずさらす必要があるため、脱衣行為の解放感と快感は性的興奮と密接に結びついており、そのため近代社会での性風俗文化（ストリップティーズやポルノグラフィなど）の発展にもつながっていった。

### 道具の使用
上記のようなものを含めて、生活のためにさまざまなものを加工して利用する、広く言えば道具を使うことが、ヒトの特徴のひとつでもある。ヒト以外で道具を用いる動物は、一部のサルやラッコなどわずかな例に留まる。
1. 道具を作るための道具、いわゆる二次的道具の使用は、ヒトだけに限られている。また、闘争のための道具（武具や武器）を作り使用するのもヒトに限られたことである。
2. 火の使用も、ヒトの文化の発達を支える重要な要素である。が、なぜヒトだけが火に近付き、使うことを覚えたのかについては諸説ある。
3. 口と手連合仮説では、道具・食料を持ち運ぶために、両手にモノを持ちながら歩くことのできる、直立二足歩行に至ったと考えられている[12]。

### 社会生活
一般には集団を作って生活している。雌雄成体と子供からなる集団（家族）を構成単位とし、それが集まった集団を構成するのが基本だが、必ずしもこの形になるとは限らない。集団（社会）の構造にもさまざまなものがある。基本的に、ホモ・サピエンスの社会では成熟したオスが成熟したメス、非成熟個体（子供）に対して優越し、場合によってはそれらの個体への干渉権や支配権を持つことがある(「亭主関白」などと呼ばれる)。とりわけ公的な決定の場では、成熟したオスの優位は非常に強く、かつ明白である。逆に家庭内など、非公的な場では、成熟したオスの権威の優越性は弱まり、不明瞭となるか、時にメス優位の事例も出てくる。非成熟個体やメスに対しては、劣位の代償として、成熟したオス個体からの恩恵的な『庇護』が一定程度与えられる。
家系の継承理念については、父系と母系、双系の三種類があるが、ホモ・サピエンスのさまざまな社会における家系理念を見ると父系が一番多く、母系や双系はやや少ない。ただし、父系継承の社会であれ、母系継承の社会であれ、もう一方の系統で自分と血縁のある個体に対しても近縁個体としての情を抱くのが通常であり、実際はすべての社会において、ホモ・サピエンスは、双系的な親族意識を持つといえる。
ホモ・サピエンスは、自分と遺伝的につながりの強い個体や、遺伝的な利益を共有する配偶者に対して、そのようなつながりのない個体よりも、条件が同等のときは、より強い配慮を示す傾向がある。（もっとも、これはヒトのみならず群れを持つ哺乳類では珍しくない性質である。）

### 情報伝達
ヒトの集団内における情報伝達は、身振り手振りや表情によるものと、言語を介したものがある。
集団内の個体間の伝達方式として言語を用いるのは、ヒトの重要な特徴である。サルやクジラでは多彩な発音を用いて意思疎通を行う例も知られるが、これが言語と呼べるものなのかは定説を見ていない（否定的な説が多い）。
ヒトは、所属する集団ごとにそれぞれ異なる言葉を用いる。逆に使っている言葉がヒトの集団の区別の指標となる事も多い。例えば、身体的、その他の差異がほとんどないヒトの集団が、その使っている言葉を単位として、別集団（民族）として扱われる例もある。また、異なる言葉を用いるヒトの集団（民族）が集まって、大きな集団（国家）を作る際に、その大きな集団の中でどの言葉を使うかを決定する場合も多い。
集団ごとの異なる言葉について、その差異の度合いは様々である。差異が非常に大きい場合は、言葉による情報伝達は完全に不可能となる。異なる言葉でも差異が非常に小さい場合は、情報伝達にほとんど支障が無い場合もある。集団によっては、オスとメスとで異なる言語（男性語・女性語）を使う場合すらあるが、これも差異が小さい例であり、オス・メス間の情報伝達は問題無く行える。
これまで世界のヒトの集団において、何らかの言語を使用していなかった例は皆無である。集団を作る事、その集団内で言葉を使って情報伝達する事は、ヒトの欠くべからざる特徴である。
言語は単に情報伝達のしくみであるだけでなく、楽しみ（文学など）としても、思考の道具としても用いられた。また、言語化された情報を何らかの形で保存し、（口伝・文字等）、それによりヒトは集団としての歴史を維持している。

### 生活環境
ヒトは、環境を作り替える動物であると言われる。これは、特に現代文明に強く見られることで、必ずしもヒト一般に適用できるとは思えないが、しかしながら、一定の住居をもつ民族は、その周囲を少なからず空き地にすることが多い。農業を行う場合は、さらに広い区域を加工する。また、作物や家畜など、人為的に特定の生物を維持し、その天敵を攻撃することも多い。その他にも、ヒトの生活の場には、その住居を使用する生物（ツバメなど）、ヒトの食物の食べ残しなどを食料とする動物（ゴキブリなど）、吸血性の昆虫（ノミなど）、雑草などさまざまな特有の生物が集まっている。それらをまとめて人間生態系ということがある。
一方でヒトが環境を作り替えることにより、従来その環境に生息していた動植物が駆逐されるということが頻発している。その過程で多くの動植物が絶滅している。特定の動植物が他の動植物を駆逐し、絶滅に追いやる例はヒト以外でも見られるが、ヒトによって絶滅させられた動植物の種類はそれらより桁外れに多い。またヒトが環境を作り替えることにより、 ヒト自らにとっても生息困難な環境へと変化する場合もしばしば見られる。例えばチグリス川とユーフラテス川の間の沖積平野は、ヒトが環境を作り替えた最古の地域であるが、それによりヒトにとってあまり好ましい環境とは言えない砂漠状態へと変化し、ヒトの生息数が減少した。

## 生殖と子育て

### 規範的配偶
ヒトの性的活動は非常に活発である。ほとんど年間を通じて性交が行われ、他の動物とは異なり出産期も定まっていない。
ホモ・サピエンスのオスは、一般にメスに比して強い性的嫉妬心を持ち、ペアとなるメスと他のオスとの交尾により、メスへの性的支配権が犯されることに敏感である。これは後で述べるように、ホモ・サピエンスの生殖や子育てにおける規範の形成に大きく関係している。
ホモ・サピエンスのオスが性的魅力のあるメスを選ぶ基準は文化により、時代により、個人により多様であるが、各個人の平均を取れば普遍性のある枠内に従っている。一般に、乳房の発達が一定水準を超え、かつ腰よりも尻のふくらみが顕著なメスを、性的魅力のあるメスとして好む傾向がある。これは二足歩行により他の個体が女性生殖器を目視しにくくなった結果、代替的にセックスアピール法として進化したと考えられている。
雌雄個体間での性交による受精の確率は必ずしも高くはなく、同一のペアの間で何度も繰り返されるのが普通である。そのためホモ・サピエンスのセックスは、単なる受精のみを目的とするのではなく、性的快感を通じて互いの親しみを増すはたらきも重要な目的として持つように進化したと一般的には考えられる。現代においては器具や薬剤を用いた避妊により、明確に生殖と切り離され快楽のみを目的とした性交も多く行われる。特定の雌雄ペアは一定期間持続するが、どの程度続くかにはさまざまな場合がある。
そのような関係が一定の形式で維持されることを婚姻や結婚と言うが、集団の中で公的に認められるために、それぞれの文化において、さまざまな形の儀礼がある。しばしば、同性個体間（同性愛）においてもこのような関係が見られるが、多くの文化において雌雄個体間におけるそれとは、異なる扱いを受ける。
しかし、これにもさまざまな例外があり、ペア同士の同意により相手を特定しないとするオープンマリッジ、民族的な違い（複婚・重婚）、または売春が見られるのも通例である。
動物における社会の構成は、その動物の生殖にかかわる性のあり方に大きく影響されるから、ヒトの場合に、本来はどのような配偶関係であったのかを論じるものは多い。現実の様々なヒトの社会を見れば、一夫一婦制、同性結婚、一夫多妻制、一妻多夫制、多夫多妻制、そしてわずかながら乱婚やハレムのいずれも、その実例がある。しかしヒトはボノボほど乱婚ではないし、ゴリラほどハレム制が一般的に見られるわけでもない。また、同一社会でもその階層などによって異なる形が見られることも珍しくない。
一般的にいえば、ホモ・サピエンスのオス・メスの性的結合は、オス・メスが一対一で結合する一夫一妻制を基本としており、この形をとる個体がほとんどである。しかし、ホモ・サピエンスのオスには多くのメスと交尾したいという欲求を表す傾向があり、またホモ・サピエンスの社会は基本的にオス優位であるため、オスの性的欲求に対してはメスのそれよりかなりの程度寛大である傾向がある。それにもかかわらず、ホモ・サピエンスの社会において一夫一妻制が主流なのは、第一にホモ・サピエンスの全個体数におけるオスメスの比はほぼ完全な1対1であること。第二にホモ・サピエンスのオスは現存する近縁種のオスに比べてかなり積極的に子育てに参加し、その資源コストの多くを負担する傾向があるため、オスの利用できる資源が少ない場合に一夫一妻でなく一夫多妻をとれば、子育てのコストをまかないきれず共倒れになる危険があるからである。
ゆえに、ホモ・サピエンスの本来的生活形態である狩猟採集生活を送り、富の蓄積が比較的少ない社会では、少数の有力なオス個体が2, 3匹のメスに対する性的資源支配権を行使する程度の一夫多妻制が見られるのみである。しかし、富の蓄積が大きい社会では、多くの資源を利用できる高い地位のオス個体が、より多くのメスに対して性的支配権を行使し、社会の最上位のオスにいたっては、純然たるハレム制に近くなることも少なくない。一夫多妻制への対応は文化差があるが、この制度を利用できるオス個体は社会全体のオス個体の生息数から見れば、非常に少数である。
また、これと逆に社会の中で劣位のオスが、最低限の交尾の機会を得る手段として、一匹のメスに対して複数のオスが性的資源支配権を行使することがある。オス同士の連合とメス一匹の結合が一夫多妻や一夫一妻同様持続的な性的パートナーシップである場合、これを一妻多夫制と呼ぶが、これは一夫多妻制と比べてもきわめてまれである。通常は、一匹のメスに対する性的資源支配権を複数のオスが時間をずらして行使する形をとり、これを売春と呼ぶ。売春による交尾では生殖を目的としないことがほとんどであり（多くの場合は避妊が行われる）、通常はオスからメスに対価が支払われる形式を取るが、ごくまれにメスからオスに対価が支払われることもある。ホモ・サピエンスにおけるオスのメスに対する性的支配権の重視から、一般的に売春を行うメスは、一夫一妻や一夫多妻のように、一匹のオスに性的支配権をささげるメスよりも低く見られ、売春で交尾の機会を得るオスも、売春を行うメスを尊重する傾向は弱い。売春はホモ・サピエンスの近縁種ボノボにも見られる。
このような形式で交尾の機会を得ようとするオスが存在する理由として、現代ホモ・サピエンスのコミュニティでは一度も交尾を経験していないオスは童貞と呼ばれ、童貞ではないオスと比べて社会的に劣っていると見られる場合が多いことが挙げられる。ただし売春を非道徳的とみなす文化もあり、そうしたコミュニティでは売春を経験したオスは童貞のオスよりも低い評価がなされることもある。
また一見乱婚と見られる場合も、決して野放図に交雑が行われているのではないことに留意する必要がある。例えば、イヌイットにおける客人への妻の提供、もしくは日本の農村で見られた、夜這いや、歌垣（祭礼での乱交）も、その対象は限られたコミュニティ内に限定され、かつその方式や時期・程度なども含めて規定され、厳格に（オス中心の秩序の中での）互酬制が適用される。またこれらの制度における性的自由も、あくまでオスのメスに対する性的資源支配権という同一の基盤を基にしており、オス中心でメスの意思への配慮は二義的である。夜這いについては、当該メス個体の性的資源支配権を獲得したいと願う個体と、そのメスの性的資源保護権を有するオスの個体（多くの場合父や兄）の合意があれば、当該メス個体の意思にかかわらず認められることが多い。また、イヌイットの妻の提供も、あくまでそのメスの性的資源支配権を有する夫が、恩恵もしくは歓待の意思により、相手のオスに一時的にメスの性的資源使用権を与えるというもので、メスの意思は二義的である。かつてのホモ・サピエンス社会における親の意思による強制結婚も、このようなメスの意志を二義的とする性的資源所有権の取引の結果である。
確実に言えるのは、これらのどれかを持つ、あるいはそれらのある組み合わせを持つヒトの社会が実在すること、そして、おそらくどの場合も、その内部に多くの例外や逸脱が存在していたであろう、ということである。
しかし、一般的にまとめれば、一夫一妻を基調としつつ、有力なオスに限り一夫多妻が可能とされ、また補助的に乱交や一妻多夫、売春等を認めるのが、ホモ・サピエンスの配偶に関する規範の一般的傾向といえる。これは生物学的に見て、ホモ・サピエンスのオスは近縁種のオスほどではないにしろ、メスに比べて大柄であることからも推察できる。
また、個体差は大きいが、ホモ・サピエンスのオスは、一般に過去自分以外のオスと交尾をしなかったメス（処女）に対して、性的にプラスとなる他の条件がまったく同等ならそちらが交尾の相手としてより良いメスとみなす傾向を持つ。そのため、処女を失ったメスに対する差別的な取り扱いを行う社会もある。また、オスは年を重ねた後も、性的価値のあるメスをセックスの相手として好む傾向があり、中にはこれで雌雄ペアの結合が破壊されることもある。
20世紀後半以降、これらのオス・メスの差別に対し、これを是正し、オスメス対等の性的関係をつくり、かつ一夫一妻制に統一しようという文化的動きが強いが、完全ではない。

### 非規範的配偶
ホモ・サピエンスの社会において、正当なメスに対する性的資源支配権の獲得手順を踏まずに、その社会のメスと交尾を行ったオスは、当該メスの性的資源支配権もしくは保護権を有するオスの権利を侵害したとして、社会から制裁を受ける。これを婚外性交渉といい、不倫などが代表例である。
とりわけ、他の集団との戦争状態下では、多くの場合成熟した若いオスからなる戦闘集団（兵士）が、相手の集団に属するメスをレイプすることが多く、またそれが戦争におけるオスらしさの高い表現であるとみなされる傾向がある。これは、ホモ・サピエンスには『われわれとやつら』という基準があり、『われわれ』を倫理的に『やつら』よりも優遇するためである。ゆえに、相手のメスがたとえそちらの社会で正当なオスによる庇護を受けていても、当該戦闘集団の属する社会においてはそれは無価値であるとみなされ、かつメスの意思そのものへの配慮もより一層弱くなり、ゆえに当該メス個体に対し性的資源支配権を自由に行使してよいとみなす傾向があるからである。ただしこれも、戦争が終わった後相手の集団がこちらの集団に併合され、『やつら』から『われわれ』に変わる場合があるため、戦争行為を統括する高い地位のオスは、ある程度レイプを抑制する命令を出すことも少なくない。集団間での闘争におけるレイプや虐殺は、その萌芽と取れるものがチンパンジーにも存在している。
メスの意に反した交尾であるレイプは、当該オス個体の性的欲求の解消と、当該オスによる当該メスに対する威圧の両面を含んでいる。レイプの対象となるメスの年齢は幅広く、特に戦時には子供から老人にまで及ぶが、同時に内訳を見れば、大多数が性的に成熟した10代から20代のメスである。『われわれ』の集団のメンバーである成熟したオスによって庇護されていないメスへのレイプに関して、ホモ・サピエンス社会の伝統的規範では普遍的に黙認、または承認される傾向があり、実際にそのようなレイプが多いことから、レイプの中でも、この種のレイプは進化的に適応的であるという指摘も有る。
また、生殖から逸脱した性的関係として同性愛（homosexual）が生物学において特に高等哺乳類で広く認知されており（動物の同性愛を参照）ホモ・サピエンスにおいては人口の約6パーセントに同性愛的傾向が認められるという調査結果が公表されている（Wellings.1994 イギリス）。ただし、この結果には両性愛（bisexual）や機会的同性愛に基づくものを含む。またその比率には社会的、文化的影響が大きいとされ、その他実施された多くの調査結果の閾値は2-13％である。またオスに限れば、有史以来同性愛が制度化された例が多数存在し、現代では一部の地域において同性結婚が認可されている（スペインやオランダ、カナダなど) 。これは、同性間の配偶に規範的性格を与えたものであり、世界的には寛容になる傾向であるが、一方で宗教的理由において重刑を課す国家も残っている（サウジアラビア、イランなど）。これに加え、性的少数者に含まれるトランスジェンダーやインターセクシュアル（半陰陽）。潜在的に相当数存在する、他者に対して恒常的に恋愛感情や性的欲求を抱かない無性愛者についても留意する必要がある。

### 親子関係
ホモ・サピエンスの子育てでは、一般に母親のほうが父よりも相対的に子供と密着した感情的・物理的関係を持つことが多い。しかし、オス親も近縁種に比すればより強い子供との結びつきを持つ。
ホモ・サピエンスの祖先や現存する近縁種の多くには、子殺しの習慣があり、親（多くの場合オス親）にとって不利益となる子供は、殺されることが少なくない。ホモ・サピエンスの親子の間でも、親の命は子の命より尊く、親（とりわけオス親）は文字通り子の生殺与奪の権利を有するというのが普遍的傾向である。ホモ・サピエンスの親子の関係は、他の近縁種における親子よりもより強く、長い絆で結ばれており、この大権が露骨な形で振るわれることは少ないが、それでも親からして、子の意思または行動、更には存在自体が親の利益にあまりにも反する場合、親は容赦なくこの大権を行使し、子の人生のありかたを強制したり、暴力的制裁教育を与え、はなはだしくは中絶・間引き・虐待等で子の命を奪うことも決してまれではない。更に、子殺しに際しても、オスメスで命の価値の格差があり、一般に子供がオスの場合より、メスの場合のほうが、他の条件がまったく同等の場合、子殺しへのハードルが低い。
また、ただ単にこの大権を行使する他の近縁種とホモサピエンスとの最大の違いは、ホモサピエンスはこの大権の行使に関して、これを正当化する理論・思想を、高い知能を用いて編み出したことである。これは儒教の『孝』が良く知られているが、それに限らず普遍的である。この種の思想により、たとえ子の実力が親をしのぐまでに成長し、親が老いて力を失っても、親は多くの場合子に対する支配権を一定程度存続させることができる。とはいえ、成長した子による老いた親殺しもまた、子殺しほどではないにせよ、普遍的に見られる。
しかし、そのような大権の行使という危険性はあるが、多くの場合ホモサピエンスの親子の間柄は、強い絆と情愛で結ばれ、子供の生育に対して親の庇護が有益な役割を果たしているのも事実である。
21世紀以降ではこのような大権自体を制限し、子供の人権を守ろうとする思想・文化が広まり、世界的に一応の規範となっているが、完全ではない。

## 進化
進化における分類についてはヒト亜族を、ヒトの進化全般について人類の進化を参照。

## 分布と多様性

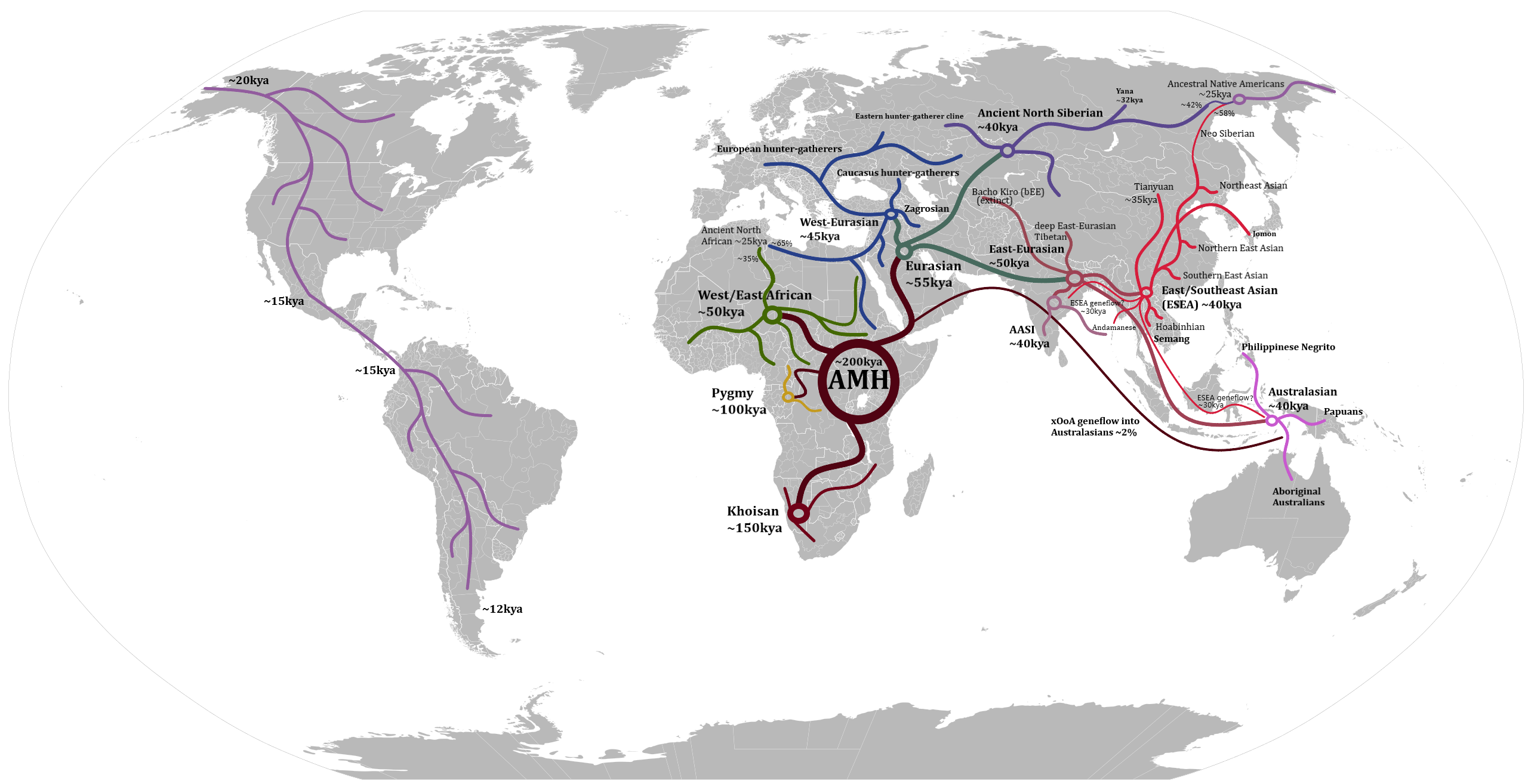
ヒトの移動ルート

現在では航空機や船などの遠距離交通が発達し、また住居環境を調節する技術も発達しているが、安定的で確実な遠洋航海技術が発達する以前から、ヒトの分布はほぼ全世界にわたっている。人類の祖先は約20万年前にアフリカ中部（現在のボツワナ北部）に発生したものと考えられている。およそ10万年前リフトバレーを起点として、アフリカ大陸を出て、アジアへと渡り、その後ベーリング海峡を超え、アメリカ大陸へと広がった。ほぼ世界全土にヒトは離散していった。大陸と主要な島嶼のうち、ほぼ唯一の例外として、南極大陸には定着しなかった。また、最も遅く到達したのはニュージーランドではないかと考えられる。それ以外の地域においては、寒帯から熱帯にわたる極めて広範囲の分布域をもっていた。サル目は基本的に熱帯の動物であり、ヒト以外では日本列島本州のニホンザルが分布の北限であることを考えると、格段に広い。
これは、ヒトが衣服や住居を用いて身を守る方法を発達させたためでもあるが、体の構造そのものも、寒冷な気候に対応できたためと考えられる。たとえば、ベルクマンの法則の通り、その大きい体は体温を維持するには有利である。尾がなく、耳殻が短くて厚いこともアレンの法則にかなっている。また、高く盛り上がった鼻は、鼻腔を長くすることで、冷気を暖めて肺へ流し込むことができるようにする、寒冷な気候への適応であるとの説もある。またヒトの形態学的多様性の原因を性淘汰に求める説も存在する。その一方で、発汗機能も非常に発達しており、暑熱への耐性もある事から、生活圏が非常に広くなったと考えられる。
このような分布域の拡大に従って、形質も多様化したと考えられ、さまざまな変異が見られる。それらの主要なものを分類して、人種と名付けている。しかし、その区別や範囲が客観的に明確でないことが多い。また、どのような人種の間でも、生理的な意味における生殖的隔離は認められない。前述のように、現在の人類はすべてヒトという単一の種に属するものと考えられ、人種の差は種を分かつものとは見なされない。本項では「ヒト」を亜種としてホモ・サピエンス・サピエンスとして扱っているためモンゴロイド・コーカソイド・ネグロイドといった人種は、チワワ・プードル・セントバーナードのような他生物でいう品種相当として扱う。（もっとも人種が亜種段階の分化であるとする見解もある）このような広い分布域を持ちつつ、完全な種分化が起こっていないのは、他の動物には例が少ない(クマネズミ・ドブネズミなど、人間により広められた汎存種に例が見られる）。